# Bridget Jonesová: S rozumem v koncích
Bridget Jonesová: S rozumem v koncích (v anglickém originále Bridget Jones: The Edge of Reason) je britská filmová romantická komedie z roku 2004. Režisérem filmu je Beeban Kidron. Hlavní role ztvárnili Renée Zellweger, Hugh Grant, Colin Firth, Jim Broadbent a Gemma Jones. Jedná se o pokračování filmu Deník Bridget Jonesové z roku 2001.

## Obsazení
| Renée Zellweger   | Bridget Jones   |
| Colin Firth       | Mark Darcy      |
| Hugh Grant        | Daniel Cleaver  |
| Gemma Jones       | paní Jonesová   |
| Jim Broadbent     | pan Jones       |
| Celia Imrie       | Una Alconbury   |
| James Faulkner    | strýc Geoffrey  |
| Jacinda Barrett   | Rebecca Gillies |
| Sally Phillips    | Shazza          |
| Shirley Henderson | Jude            |
| James Callis      | Tom             |
| Jeremy Paxman     | sám sebe        |
| Ian McNeice       | Quizmaster      |

## Ocenění
Hlavní představitelka filmu byla nominována na Zlatý glóbus v kategorii nejlepší herečka v komedii či muzikálu.